# Romano Curcuas
Romano Curcuas (en griego: Ῥωμανός Κουρκούας) fue un aristócrata y jefe militar bizantino de mediados del siglo X.

## Biografía
Romano provenía de la familia Curcuas, un clan de origen armenio que se había establecido como una de las principales familias de la aristocracia militar de Anatolia a principios del siglo X.
Curcuas era único hijo conocido del general Juan Curcuas, que ocupó el cargo de doméstico de las escolas (comandante en jefe del ejército bizantino) durante 22 años y dirigió a los ejércitos bizantinos contra los emiratos fronterizos musulmanes en el período 926-944. Cuando era niño, según los informes, se salvó de una fiebre fuerte, atribuyéndose la curación a la Virgen María, en consecuencia sirvió en la iglesia como depotatos (ayudante menor) hasta su mayoría de edad.
Como la mayoría de los miembros masculinos de su familia, Romano siguió una carrera militar, de la que se sabe poco. Los historiadores bizantinos Teófanes Continuatus y Juan Escilitzes simplemente mencionan que mantuvo el mando en Oriente contra los musulmanes, conquistó muchas fortalezas, fue nombrado patricios y gobernó varios themas. Sobre la base de la evidencia sigilográfica, es probable que haya servido como gobernador (strategos) del tema de Mesopotamia, cargo que también ocuparon su tío Teófilo Curcuas y su sobrino Juan Tzimisces.
En el momento de la muerte del emperador Romano II en 963, ya era un magistros y stratelates de Oriente. La muerte del emperador provocó un vacío de poder, en el que el doméstico de las escolas, Nicéforo Focas, compitió con el poderoso primer ministro José Bringas por el gobierno del estado. Bringas intentó ganar el apoyo de Romano y Tzimisces contra Focas, prometiéndoles los domesticados del Oeste y del Este respectivamente. Sin embargo, en lugar de volverse contra Focas, los dos informaron a Focas de la oferta y llevaron a las tropas a aclamarlo como emperador. Como recompensa, parece que Focas lo nombró para el cargo prometido por Bringas, ya que se ha encontrado un sello perteneciente a «Romano, magistros y doméstico de las escolas» y que data del reinado de Focas.
Romano tenía un hijo conocido, también llamado Juan, que también se convirtió en un general de alto rango y cayó en el sitio de Dorostolon en 971 contra los Rus'.